# Etymosphaerion unicolor
Etymosphaerion unicolor là một loài bọ cánh cứng trong họ Cerambycidae.